# Ichigenkin
Ichigenkin (japanisch 一絃琴 ichi-gen kin, „ein-saitige Zither“), auch sumagoto (須磨琴, aus suma und goto/koto, „japanische Zither“), dokugenkin („einsaitige kin/guqin“, gemeint „chinesische Zither“), hankin („halbe kin“), hitotsuo („eine Saite“), hitotsuo no koto („einsaitige koto“), ist eine einsaitige Brettzither, die in der traditionellen japanischen Musik solistisch, zur Gesangsbegleitung oder in einem kleinen Ensemble gespielt wird. In der frühen Edo-Zeit (1603–1868) wurde die ichigenkin – in ihrer Form und kulturellen Bedeutung der chinesischen guqin folgend – als ein der persönlichen Erbauung und geistigen Disziplinierung bei Meditationsübungen dienendes Musikinstrument eingeführt. Die einfache und leicht transportable ichigenkin sollte mit ihrem leisen Klang auch für das einsame Spiel und die Meditation in der Natur geeignet sein, anders als die konzertant verwendete koto.
Ursprünglich war die ichigenkin ein Musikinstrument der Männer. Die in der Meiji-Zeit (1868–1912) verlorengegangene Beliebtheit erlangte die seitdem fast ausschließlich von Frauen gespielte ichigenkin nach dem Ende des Zweiten Weltkriegs zurück, aber nur für einen kleinen Kreis von Musikerinnen, die in der Traditionslinie von einer der fünf Ichigenkin-Musikschulen (ryū) stehen.

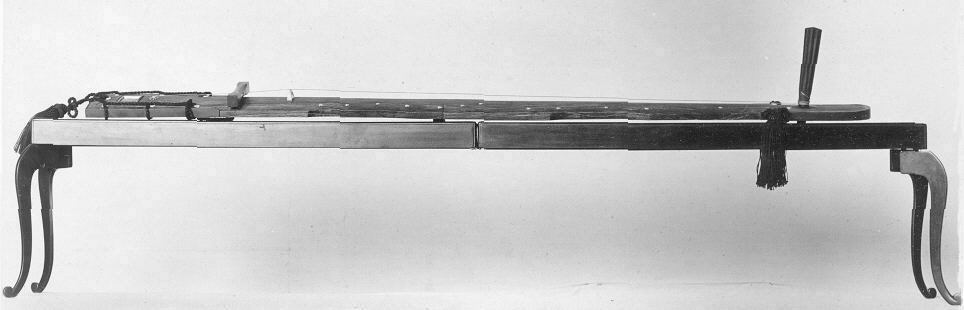
Ichigenkin mit Tisch im Metropolitan Museum of Art, 19. Jahrhundert

## Herkunft

### Einsaitige Zithern

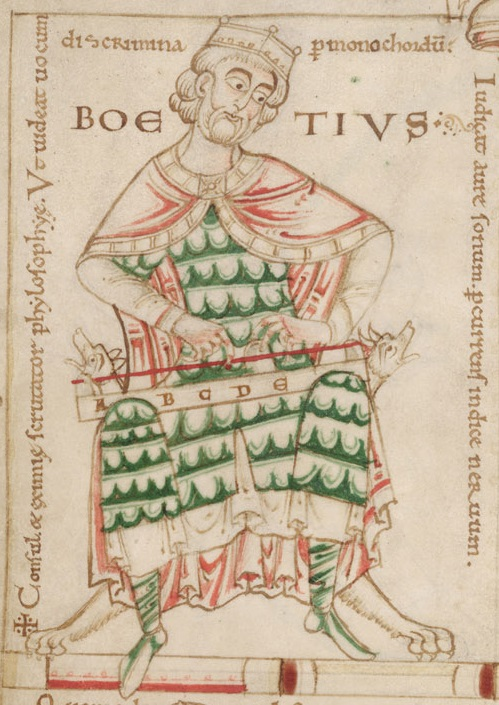
Boethius (um 480 – um 525) mit einem Monochord, dessen Saite über einen Resonanzkasten gespannt ist. Manuskript aus Canterbury, um 1150 (US-CA I.,1.3, fol. 61v)

Die einfachsten einsaitigen Saiteninstrumente sind Stabzithern, deren Saitenträger ein biegsamer Stab (Musikbogen) oder ein starrer Stab (Musikstab) sein kann. Beides sind trotz der Materialbeschränkung musikalisch vielseitige Instrumentengruppen. Eine Saite über ein Brett gespannt ergibt das in der griechischen Antike bekannte Monochord (aus griechisch monos und chorde, „Einsaiter“). Der Name bezeichnet nicht allgemein ein Saiteninstrument mit einer Saite, sondern bezieht sich seit Pythagoras im 6. Jahrhundert v. Chr. primär auf dessen Funktion als akustisches Messinstrument, unabhängig von der Saitenzahl. Seit dem 9. Jahrhundert wird das Monochord in zahlreichen mittelalterlichen Handschriften erwähnt, und Abbildungen des 12. Jahrhunderts zufolge war spätestens zu dieser Zeit aus der Brettzither eine lange schlanke Kastenzither geworden.
Monochorde wurden in der Antike und im europäischen Mittelalter allenfalls selten als Musikinstrumente verwendet. Dagegen waren und sind Stab- oder Kastenzithern mit einer Saite – neben den vielen afrikanischen Musikbögen – in Ost- und Südostasien wesentlich zahlreicher verbreitet. Zu ihnen gehören die mittelindische Stabzither ekatantri (Sanskrit eka-tantri vina, „ein-saitige Stabzither“), die kinnari vina und die alapini vina. Von letzterer führt eine Entwicklungslinie zu der nur in einer bestimmten Volksmusik im indischen Bundesstaat Odisha verwendeten Stabzither tuila und nach Südostasien, wo in Kambodscha die einsaitige Stabzither kse diev (sadev) und in Nordthailand die zweisaitige phin phia vorkommen. Einige einsaitige Stabzithern gelangten außerdem mit dem indischen Kultureinfluss im 1. Jahrtausend in die Malaiische Inselwelt, wo sie auf Reliefs am Borobudur (9. Jahrhundert) auf Java abgebildet sind und sich unter anderem in der Volksmusik bis nach Sulawesi (dunde) und auf die ostindonesische Insel Halmahera (symmetrische Plattstabzither sulepe) verbreitet haben. Die vietnamesische đàn bầu ist eine einsaitige Kastenzither mit einer ungewöhnlichen Spielweise, weil die Spannung ihrer Saite während des Spiels verändert wird, sodass sich gleitende Tonfolgen ergeben.

### Brettzithern

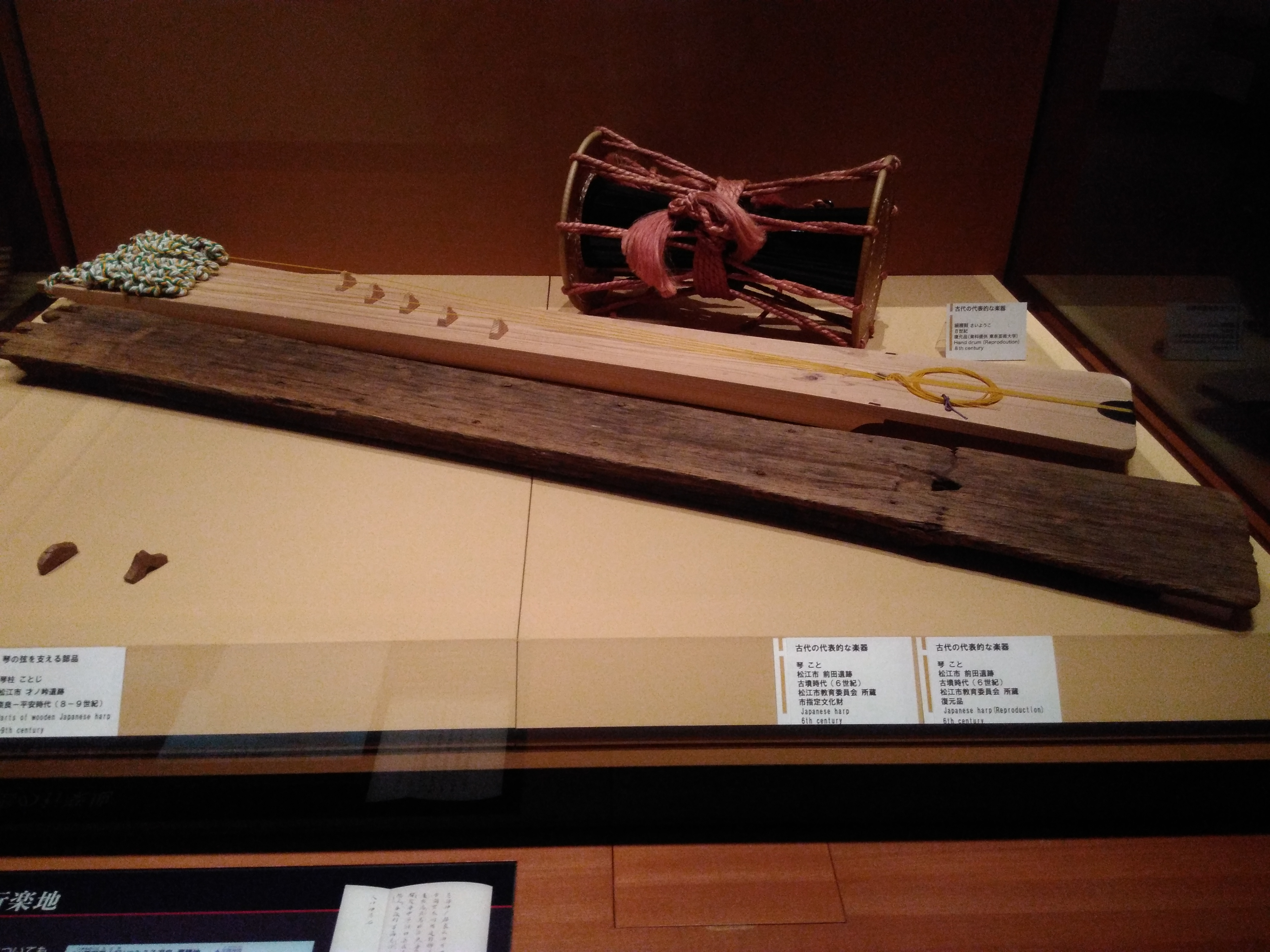
Archäologischer Fund einer japanischen Brettzither mit fünf Zacken aus dem 6. Jahrhundert. Dahinter Nachbau mit fünf Saiten. Shimane Museum in Izumo

Aus der Jōmon-Zeit (14.000–300 v. Chr.) stammende schmale Bretter, die an einer Seite spitz zulaufen, könnten Brettzithern gewesen sein, falls die Interpretation zutrifft, dass die beiden Zacken (Zapfen) am breiteren Ende wie bei der wagon der Befestigung von zwei Saiten dienten. Die Bretterfunde aus dem 1. Jahrtausend v. Chr. sind 35 bis 55 Zentimeter lang. Archäologisch nachgewiesen sind in Japan langrechteckige Brettzithern seit der Yayoi-Zeit (3. Jahrhundert v. Chr. – 3. Jahrhundert n. Chr.). Den erhaltenen Fundstücken nach gab es damals Zithern mit einem einfachen langrechteckigen Brett von 40 bis 50 Zentimetern Länge und 10 Zentimetern Breite sowie Zithern des zweiten Typs mit einem ebensolchen, 50 bis 160 Zentimeter langen Brett als Decke, unter der ein schalenförmiger Resonanzkörper befestigt war. Meist sechs an einer Schmalseite vorstehende Zacken dienten zur Befestigung der Saite. Beim dritten Typ war das Brett 55 bis 90 Zentimeter lang mit vier oder fünf Zacken an einem Ende. Zum anderen Ende verjüngte sich das Brett. An diesem schmalen Ende diente ein Loch zur Befestigung der Saiten. In der nachfolgenden Kofun-Zeit (um 300 – 538 n. Chr.) entwickelte sich eine Feudalgesellschaft mit einer herrschenden Schicht, die für sich große, Kofun genannte Grabhügel anlegen ließ. Einige der darin gefundenen Tonfiguren (haniwa) stellen musizierende Menschen dar. Zu diesen gehören rund 40 vornehm gekleidete männliche Figuren, die lange Brettzithern mit den Fingern oder mit einem Plektrum zupfen.

### Kastenzithern

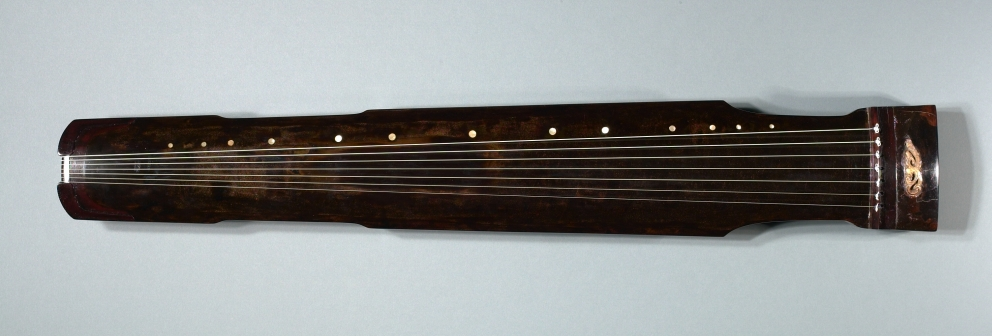
Chinesische Griffbrettzither guqin, in Japan kin, mit 7 Saiten

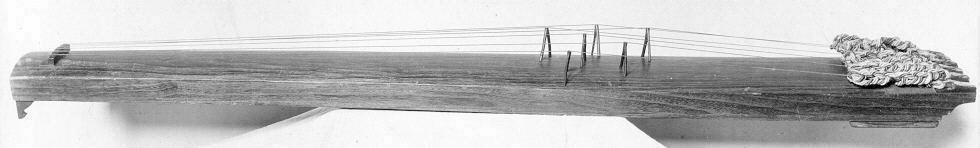
Japanische Wölbbrettzither wagon ohne Griffbrett. Metropolitan Museum of Art, 1804

Einen schlanken schalenförmigen Korpus, der auf einer Seite spitz zuläuft, besitzt auch die Schalenzither tonkori der Ainu auf der Insel Hokkaidō, als deren Vorläufer die Brettzithern in Frage kommen. Drei bis üblicherweise fünf Saiten führen bei der tonkori über zwei Stege, die auf einer flachen Decke aufgestellt sind. Die frühesten erhaltenen Exemplare von tonkori stammen vom Anfang des 20. Jahrhunderts, sodass über die frühere Entwicklung der Form nichts bekannt ist. Abgesehen von Bezügen zu den yayoi-zeitlichen Brettzithern besteht eine starke Ähnlichkeit zwischen der tonkori und der fünf- bis siebensaitigen Schalenzither narsyuk der Chanten im westlichen Sibirien. Die mutmaßlich aus Völkern, die aus Zentralasien und Sibirien eingewandert sind, hervorgegangenen Ainu könnten Elemente der narsyuk übernommen haben. Hingewiesen wurde außerdem auf gewisse Übereinstimmungen in der Spielweise zwischen der tonkori und der japanischen Wölbbrettzither wagon, die sich von der Spielweise anderer japanischer und chinesischer Zithern unterscheidet.
Die meisten der heute in der traditionellen japanischen Musik gespielten Musikinstrumente stammen aus China und tragen chinesische Namen. Im 6. Jahrhundert n. Chr. bereits existierende Musikinstrumente, die in schriftlichen Quellen aus dem 8. Jahrhundert erwähnt werden, sind indigenen Ursprungs und haben japanische Namen, etwa koto für Zithern allgemein, fue für Flöten allgemein und tsuzumi für eine kleine Sanduhrtrommel. Der erste Kultureinfluss vom ostasiatischen Festland war die Einführung des Buddhismus über Korea im 6. Jahrhundert während der Asuka-Zeit, als auch der Maskentanz gigaku aus Korea auf die Inseln gelangte. Die ab dieser Zeit aus China eingeführten Musikinstrumente gehen teilweise auf einen zentralasiatischen Ursprung zurück, so die japanische Kurzhalslaute biwa auf die chinesische pipa und diese auf den barbat, ebenso die japanische Winkelharfe kugo auf die chinesische konghou, die sich auf die persische tschang zurückführen lässt.
Die sechssaitige Wölbbrettzither wagon (auch yamato-goto) gilt als eines der wenigen ursprünglich japanischen Musikinstrumente. Sie basiert auf den in der mittleren Yayoi-Zeit entstandenen Brettzithern und hat seit etwa dem 8. Jahrhundert die heutige Form. Der Typus der Wölbbrettzithern hat sich wie die europäischen Monochorde vom ursprünglichen Brett als Saitenträger gewandelt und besitzt heute meist die Form einer langrechteckigen Kastenzither mit einer gewölbten Decke, wird aber wegen seiner mutmaßlichen Herkunft von den sehr alten Bambusröhrenzithern (wie der guntang in Indonesien) instrumentenkundlich zu den Halbröhrenzithern gezählt. Halbröhrenzithern bestehen in ihrer einfachsten, aber seltenen Form aus einer längs in zwei Hälften gespaltenen Bambusröhre. Wölbbrettzithern sind ebenfalls von Ostasien (guzheng in China, gayageum in Korea, yatga in der Mongolei) bis nach Zentralasien (jetigen in Kasachstan) verbreitet. Mit der ichigenkin nahe verwandt ist eine alte Form von Wölbbrettzithern, beispielsweise der früheren Form der kasachischen jetigen, deren Saitenträger aus einem an der Oberseite leicht gewölbten und an der Unterseite in der Mitte ausgedünnten Brett besteht. Das flache Brett der ichigenkin ist ebenfalls an der Unterseite muldenförmig ausgearbeitet.

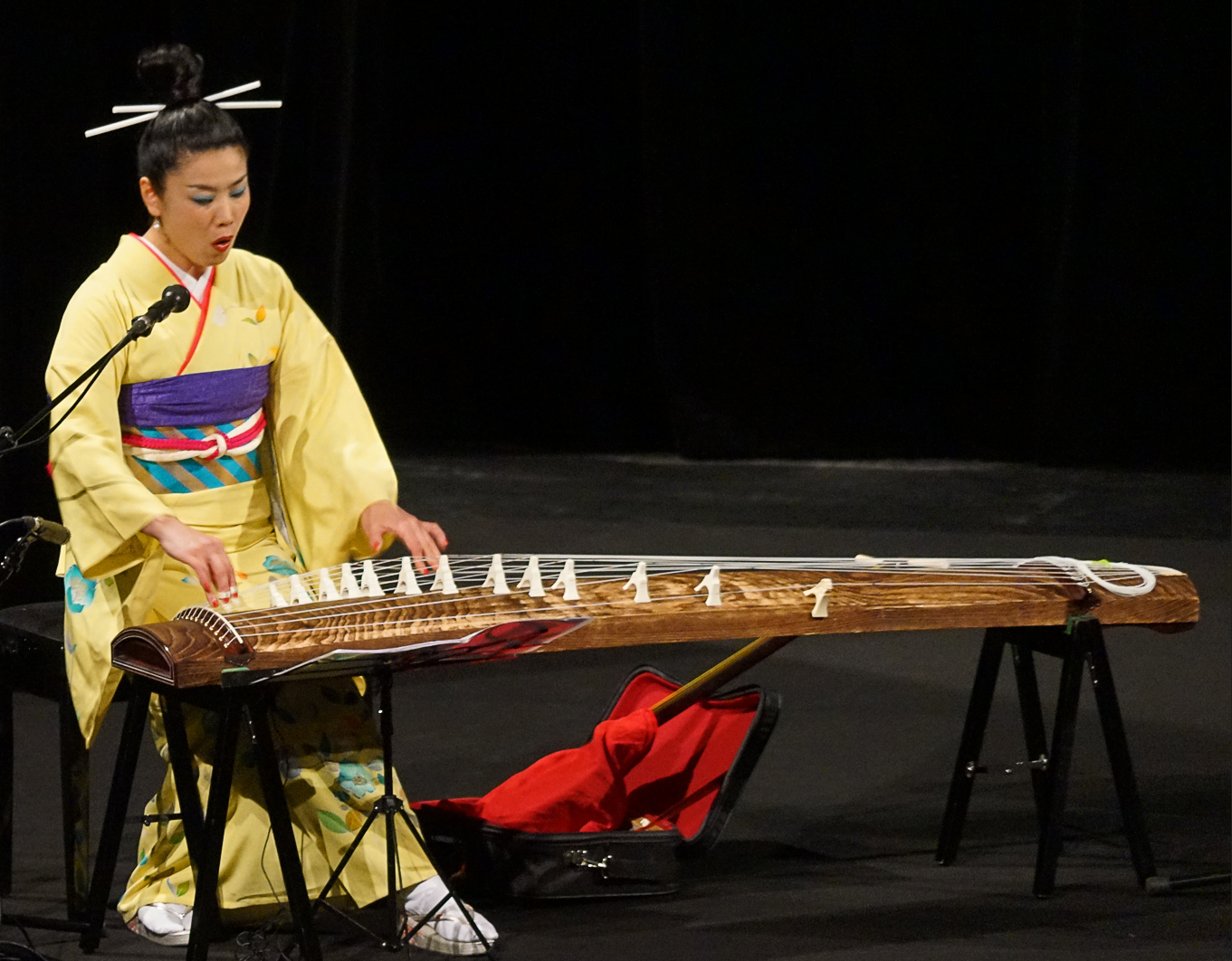
Fumi Hihara (* 1975) spielt koto zur Gesangsbegleitung bei einem Konzert in Paris, 2016

Die genannten japanischen Kastenzithern sind mehrsaitig. Eine einsaitige Kastenzither gab es in China zur Zeit der Wei-Dynastien im 5. und 6. Jahrhundert und in der späteren Tang-Dynastie (617–907). Die bekannteste japanische Zither, die dreizehnsaitige koto, wurde mit dem aus China eingeführten höfischen Musikstil Gagaku während der Heian-Zeit (794–1185) in Japan verbreitet. Die ichigenkin gelangte erst Ende des 17. Jahrhunderts von China nach Japan. In der Edo-Zeit (1603–1868) wurde sie in Japan zunächst unter Mönchen, Samurai und gebildeten Schichten für die Gesangsbegleitung beliebt. Die heutige Aufführungstradition begründete der zenbuddhistische Priester Kakuhō Risshi (1729–1815), der die ichigenkin für die Zen-Meditation einsetzte. Nach der Edo-Zeit verlor die ichigenkin ihre Bekanntheit, seit der Mitte des 20. Jahrhunderts wird sie in einem kleinen Kreis wieder häufiger eingesetzt.
Einer japanischen Legende zufolge, die eine Beziehung zu den altindischen Stabzithern (vina) herzustellen versucht, soll die einsaitige ichigenkin im Jahr 799 von einem Inder eingeführt worden sein, der mit einem kleinen Boot an der Küste der historischen Provinz Mikawa (heutige Präfektur Aichi) landete. In der japanischen Tradition finden sich außerdem Behauptungen, die ichigenkin sei unter der Patronage des Höflings und Provinzgouverneurs Ariwara no Yukihira (818–893) in der Heian-Zeit originär in Japan erfunden worden. Die japanische Chronik Nihon Kōki aus der ersten Hälfte des 9. Jahrhunderts enthält die Legende von indischen Mönchen, die mit einsaitigen Zithern herumgewandert seien und traurige Lieder gespielt hätten. Einer weiteren Erzählung zufolge soll der König der Ryūkyū-Inseln eine einsaitige Zither aus China erhalten haben. Genauer historisch verortet ist eine Geschichte, die von Ariwara no Yukihira handelt, als dieser in der Gegend von Kōbe lebte. Ariwara soll eine Angelschnur über ein Brett gespannt haben und damit seine von Trauer und Einsamkeit handelnden Kompositionen intoniert haben. Allen Legenden gemeinsam ist die Einordnung der ichigenkin als Begleitinstrument für die Gesangsstimme und zu einer Liedgattung, die von innerem Frieden und Einklang mit der Umgebung des Einzelnen handelt.
Die Gestaltung des Resonanzkastens wird als drachenförmig vorgestellt. Zoomorph gestaltete oder nach einem Tier benannte Bauteile eines Saiteninstruments sind in Südostasien und Ostasien geläufig. Die burmesische Krokodilzither mi gyaung und andere Musikinstrumente gelangten im 9. Jahrhundert mit burmesischen Musikern an den Hof der chinesischen Tang-Dynastie. Verwandte Krokodilzithern heißen in Thailand chakhe und in Kambodscha takhe. Ein Drachenkopf kann in China Spießgeigen (huqin) wie die erhu verzieren. Die Teile der siebensaitigen japanischen Kastenzither kin, die der chinesischen guqin entspricht, sind nach dem mythischen Drachen benannt und die Abmessungen des Resonanzkastens haben eine symbolische Bedeutung.
Die Saite der ichigenkin wird mit einem auf einen Finger der linken Hand gesteckten Hülse verkürzt. Diese Slide-Spielweise mit einem Gleitstab ist auch von einer einsaitigen Brettzither in der Demokratischen Republik Kongo bekannt. Von Afrika gelangten die so gespielte Brettzithern und Musikbögen in die Vereinigten Staaten, wo der einsaitige Diddley Bow im Country Blues verwendet wird. Ein auf Sanskrit kamrika genannter Gleitstab zum Spiel der einsaitigen altindischen Stabzither ekatantri wird in einer Schrift des Autors Nanyadeva aus dem 11. Jahrhundert erwähnt. Diese Spielweise reicht B. C. Deva (1975) zufolge in Indien möglicherweise bis in vorchristliche Zeit zurück. Abgebildet ist eine einsaitige Stabzither, die mit einem Gleitstab aus Bambus gespielt wird, auf einem Felsrelief aus dem 6. Jahrhundert im Höhlentempel 21 in Ellora. Diese Spieltradition wird in Indien unter anderem bei der wie eine Stabzither quer vor dem sitzenden Musiker positionierten Langhalslaute gottuvadyam beibehalten.

## Namen
Chinesisch qin bezeichnete bis zum Ende der Heian-Zeit allgemein ein „Saiteninstrument“, später eine „Zither“ und steht heute für die klassische chinesische Wölbbrettzither guqin („altes Saiteninstrument“ oder „klassische Zither“). Qin entspricht japanisch kin und am Wortende auch -gon. In der Wortzusammensetzung ichigenkin, auch dokugenkin, bedeutet der japanische Name „einsaitige Zither“ und als hankin „halbe Zither“ oder „Brettzither“. Entsprechend war die han-koto eine verkleinerte Wölbbrettzither koto, die früher von Höflingen auf Reisen mitgenommen wurde.
Die Saitenzahl wird außer bei ichigenkin auch im Namen anderer Zithern angezeigt, so bei der nigenkin („zweisaitige Zither“, aus ni, „zwei“, gen, „Saite“, und kin, „Zither“), der shichigenkin („siebensaitige Zither“, kurz kin, also guqin) und der jūshichigen („siebzehnsaitig“). Jūsangen („dreizehnsaitig“) ist ein Beiname für die koto.
In den frühesten schriftlichen Quellen steht koto für die Brettzither wagon der Yayoi-Zeit und für weitere Saiteninstrumente einschließlich der Kurzhalslaute biwa, während der aus zwei chinesischen Schriftzeichen, die „japanische Zither“ bedeuten, abgeleitete Name wagon später eingeführt wurde. Varianten der koto tragen Namenszusätze, etwa die tangoto, eine in den 1930er Jahren eingeführte kürzere Zither. Die Herkunft des Wortes koto ist unklar, möglicherweise geht es auf das altkoreanische kot mit unbekannter Bedeutung zurück. Der Namenszusatz suma- bezieht sich auf die angebliche Erfindung der Zither im Suma-Bezirk der Stadt Kōbe in der Heian-Zeit. In Suma lebte demnach der erwähnte Dichter Ariwara Yukihira, dessen auf der legendären einsaitigen Zither gespielte Melodien nicht überliefert sind, von dem aber ein Gedicht in der 905 zusammengestellten Anthologie Kokin-wakashū enthalten ist. Das Waka-Gedicht trägt den Titel Suma nach Ariwaras Wohnort und gehört zu den ältesten und wichtigsten Stücken des Ichigenkin-Repertoires. Sumagoto ist der auf diese Legende und ihren geistigen Gehalt verweisende Name.

## Bauform

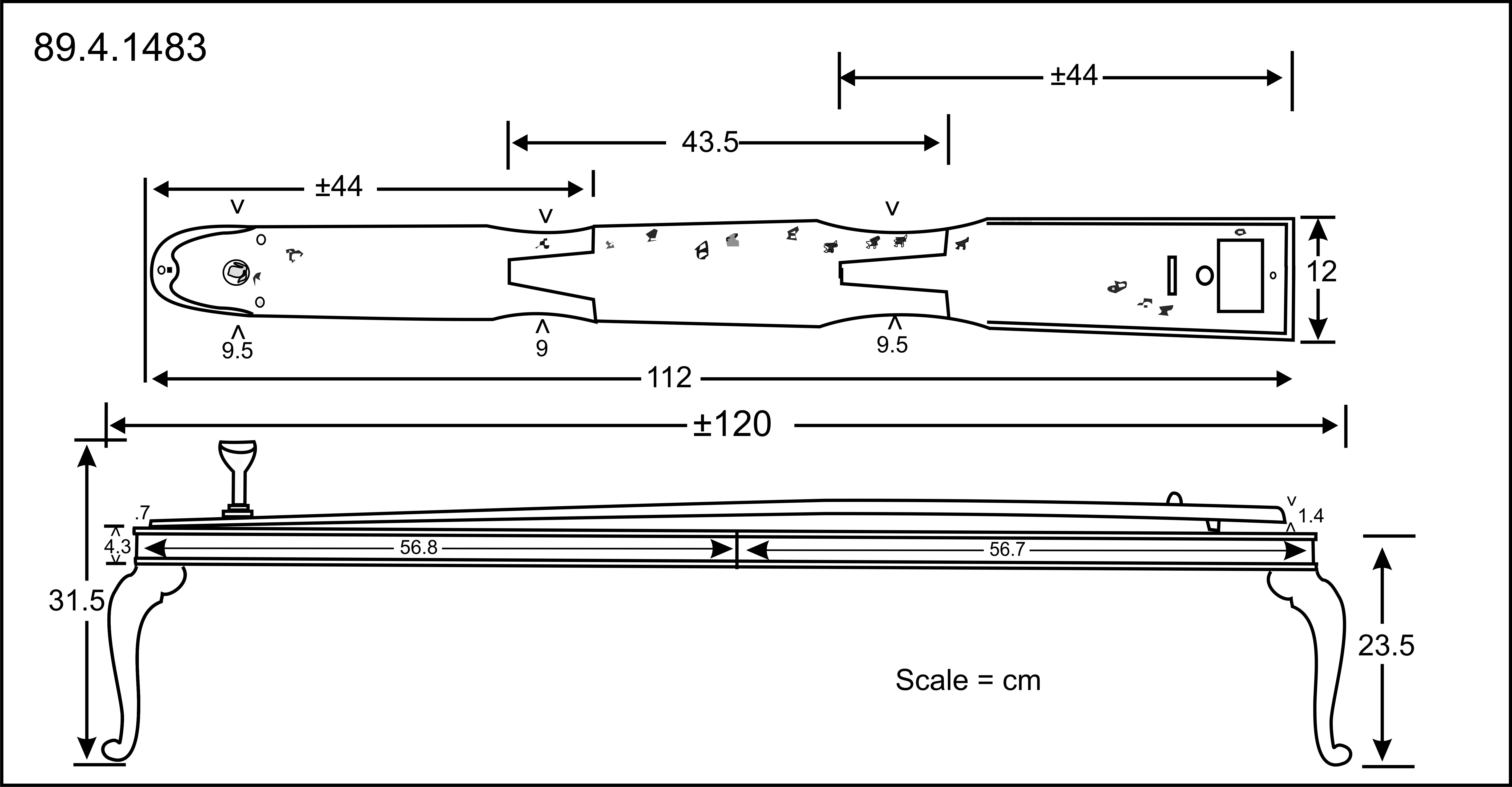
Zeichnung von Draufsicht und Ansicht einer ichigenkin mit Tisch. Metropolitan Museum of Art, 19. Jahrhundert

Die ichigenkin besteht aus einem 100 bis 110 Zentimeter langen Klangbrett, das am rechten Endee, an dem der Spieler die Saite zupft, 10 bis 11 Zentimeter und am linken Ende 9 Zentimeter breit ist. Das üblicherweise aus dem Holz von Paulownien (japanisch kiri) oder ersatzweise Sicheltanne (Japanische Zeder, sugi) gefertigte Brett ist 2 Zentimeter dick und an der Unterseite in der Mitte etwas eingetieft. Über die Öffnung ist eine dünne Platte als Boden aufgeleimt. Die Bodenplatte mit zwei Schalllöchern ragt am einen Ende, an dem sich der Stimmwirbel befindet, etwas über das Brett hinaus. Die aus Seide bestehende Saite verläuft vom Befestigungspunkt auf der Oberseite des einen Endes über einen Steg bis direkt zum senkrecht am anderen Ende aufragenden hölzernen Wirbel, ohne zuvor dort über einen Sattel geführt zu werden. Der Steg ist fest montiert wie bei der chinesischen guqin, im Unterschied zu den Wölbbrettzithern mit beweglichen Stegen wie der guzheng.
Die Saite wird beim Spiel nicht auf das Griffbrett niedergedrückt, sondern mit einer über den Mittelfinger der linken Hand gestülpten Hülse (tenkan, eine Art Bottleneck) aus Elfenbein oder Bambus durch leichten Druck verkürzt. Zwölf Markierungen (ki) aus Elfenbein oder Perlmutt, die Bünden ähneln, dienen der Positionsbestimmung beim Verkürzen der Saite, wobei die Töne beim Spiel gleitend (Portamento) verbunden werden. Der spielbare Tonumfang beträgt etwa zwei Oktaven. Falls die Saite auf D gestimmt ist, ergeben die Markierungen die Tonfolge: E♭, G, A, B♭, C, D, E♭, F, G, A, B♭, D. Der solistisch auftretende Musiker stimmt die ichigenkin auch entsprechend seinem Stimmumfang auf einen anderen Grundton.
Beim Spiel liegt die ichigenkin auf einem entsprechend langen schmalen Tisch mit etwa 20 Zentimeter hohen Beinen quer vor dem am Boden knienden Musiker. Der Tisch dient als zusätzlicher Resonanzverstärker. Mit dem Wirbel zur linken Seite zupft der Musiker die Saite mit einem röhrenförmigen Plektrum (ryūsō) aus Elfenbein oder Bambus in der Nähe des Steges auf der rechten Seite. Die Gleithülse für den Mittelfinger ist etwas länger als das Plektrum.
Das Klangbrett ist an zwei Stellen an beiden Längsseiten leicht eingebaucht und oft durch Schnitzereien reich verziert. Die Gestaltung soll zoomorph sein, weswegen einige Abschnitte nach Körperteilen (Kopf und Schwanz) des mythischen Drachens benannt sind.

## Verbreitung

### Nigenkin
Von der ichigenkin leiten sich mehr oder weniger direkt weitere japanische Kastenzithern ab. Eine zweisaitige Version der ichigenkin, die heute nigenkin heißt, wurde Anfang des 19. Jahrhunderts eingeführt. Erstmals erwähnt wurde diese zweisaitige Zither im buddhistischen Tempel Kongōrin-ji in der Stadt Kōchi an der Südküste der Insel Shikoku. Von ihrem aus der heutigen Präfektur Ehime stammenden Erfinder Kotonushi Nakayama (1803–1880) wurde sie 1820 yakumogoto genannt. Der Namenszusatz yakumo („acht Wolken“, gemeint „viele Wolken“, mit ya, „acht“) bezieht sich auf die japanische Mythologie. Im Schöpfungsmythos entstehen, wie im Kojiki Anfang des 8. Jahrhunderts beschrieben, die acht großen Inseln Japans, damit entsteht die durch die Zahl Acht geordnete Welt, und der mythische Drache heißt Yamata no Orichi, etwa „achtschwänzige Riesenschlange“.
Ein anderer Name für diese zweisaitige Zither ist izumogoto („koto von izumo“), wie die historische Provinz Izumo und der dortige Shintō-Schrein Izumo-Taisha
genannt werden, deren Namen auf Izanagi und Izanami, die göttlichen Schöpfer der acht Inseln im Urozean, zurückgeht. Am Izumo-Taisha soll Kotonushi die Zither 1820 erfunden haben. Der koto- und shamisen-Spieler Kuzuhara Kōtō (1812–1882) war wahrscheinlich ebenso an ihrer Einführung beteiligt. Er soll das erste Instrument aus einer Bambushalbröhre angefertigt haben. Bei später aus Paulownienholz gefertigten Zithern erhielt das Brett drei Kerben, um an die Sprossachsen der ursprünglichen Bambusröhre zu erinnern. Schließlich gibt es den alten Namen tamagoto („Schatz-koto“).
Größe und Form des Resonanzkörpers der nigenkin entsprechen der ichigenkin. Auch die nigenkin besitzt an der Unterseite ein Bodenbrett mit zwei Schalllöchern und ruht beim Spiel auf einem Holztischchen. Die beiden Saiten sind unisono gestimmt und werden gleichzeitig mit derselben Bambushülse (tenkan) über dem Mittelfinger verkürzt, jedoch an 31 markierten Positionen. In der Meiji-Zeit (1868–1912) war die zweisaitige Zither in der religiösen Musik beliebt. Mit der nigenkin werden heute weltliche Lieder und einige religiöse Lieder des Shintō begleitet.

### Azuma-ryū nigenkin
Eine weitere zweisaitige Zither ist die azuma-ryū nigenkin, die in den 1870er Jahren vom Kabuki-Perkussionisten Tōsha Rosen (1830–1889) in Tokyo in die damals populäre Volksmusik eingeführt wurde. Wegen dieses Traditionsbruchs wurde Rosen gezwungen, seinen Shintō-Schrein zu verlassen, wo er bislang die zweisaitige Zither gespielt hatte. Rosen ist der Begründer der Azuma-ryū („östliche Tradition/Schule“) der Musik in Tokyo. Azuma steht historisch für das östliche Japan, heute die Region Kantō. Die azuma-ryū nigenkin ist wie die yakumogoto etwa 110 Zentimeter lang, besitzt aber keine Bodenplatte. Die beiden Saiten aus Seide führen bei dieser Wölbbrettzither über etwas größere Stege und sind unisono gestimmt. Anfangs wurde die azuma-ryū nigenkin zur Begleitung der Liedgattungen hauta und zokkyoku verwendet. Hauta sind im 18. Jahrhundert entstandene „Kurzlieder“ zur Unterscheidung von der poetischen Form der nagauta, „Langlieder“. Zokkyoku ist eine von den höfischen Stilen unterschiedene „populäre Musik“. Später wurde die Zither auch in einigen Gesangsstilen der shamisen-Musik und im Kabukitheater verwendet.

### Chikkin
Die chikkin („Bambuszither“) ist eine Halbröhrenzither aus einem hälftig gespaltenen Bambusrohr. Diese chikkin mit zwei Saiten entwickelte 1840 Kuzuhara Kōtō (1812–1882), der jedoch später hauptsächlich auf der wagon spielte.
Eine weitere chikkin genannte Bambuszither mit drei Saiten in derselben Länge wie die anderen Zithern, deren Halbröhre aus Bambus eine Rinne bildet, die oben mit einem Brett aus Paulownienholz als Decke geschlossen ist, erfand 1886 Chikkin Tamura († 1903) in der Stadt Numazu. Beide Bambuszithern sind nicht mehr in Gebrauch. Eine 98 Zentimeter lange Bambuszither dieser Form wird sangenkin genannt. Das Instrument aus dem 19. Jahrhundert besitzt drei Saiten, die über zwei Stege zu senkrechten Holzwirbeln führen und ruht auf einem niedrigen Holzgestell.

### Weitere Zithern
Eine umgekehrt mit der offenen Seite nach unten ohne Deckbrett auf einem Holzgestell liegende Bambushalbröhre, über deren konvexe Seite eine Saite gespannt ist, wurde im 19. Jahrhundert ebenfalls ichigenkin genannt. Ein Museumsexemplar ist 103 Zentimeter lang und 11,5 Zentimeter breit.
Eine andere einsaitige Zither (ichigenkin) mit einem Saitenträger aus Walknochen aus dem 19. Jahrhundert misst 89 Zentimeter in der Länge und 10 Zentimeter in der Breite. Walknochen ist ein für diesen Zweck ungewöhnliches Material. Das 1980 mit Glutinleim restaurierte Exemplar ist gemäß einer Materialuntersuchung von 2021 spröde und brüchig.
Die taishōgoto ist eine langrechteckige Kastenzither mit fünf oder sechs Saiten, die über eine Tastatur verkürzt werden. Die spieltechnisch von der ichigenkin weit entfernte Zither wurde dem Namen nach in der Taishō-Zeit (1912–1926) entwickelt.

### Azusa yumi
Der Form entsprechend eine einsaitige Zither (ichigenkin), aber nicht von dieser abgeleitet, ist der Musikbogen azusa yumi. Dessen Stab wird traditionell aus dem in den literarischen Quellen azusa genannten Holz eines Trompetenbaums (Catalpa) oder einer Zierkirschen-Birke (Betula grossa) gefertigt und wie beim Kampfbogen (yumi) mit einer Saite bespannt. Die Spielerin stellt den gebogenen Stab mittig auf einen Resonanzkasten und schlägt die waagrechte Saite mit einem Stab. Verwendet wird der azusa yumi von blinden Schamaninnen (itako) in der Region Tōhoku als Hilfsmittel bei Shintō-Ritualen und von Dienerinnen (miko) an Shintō-Schreinen.

## Spielweise und kulturelle Bedeutung

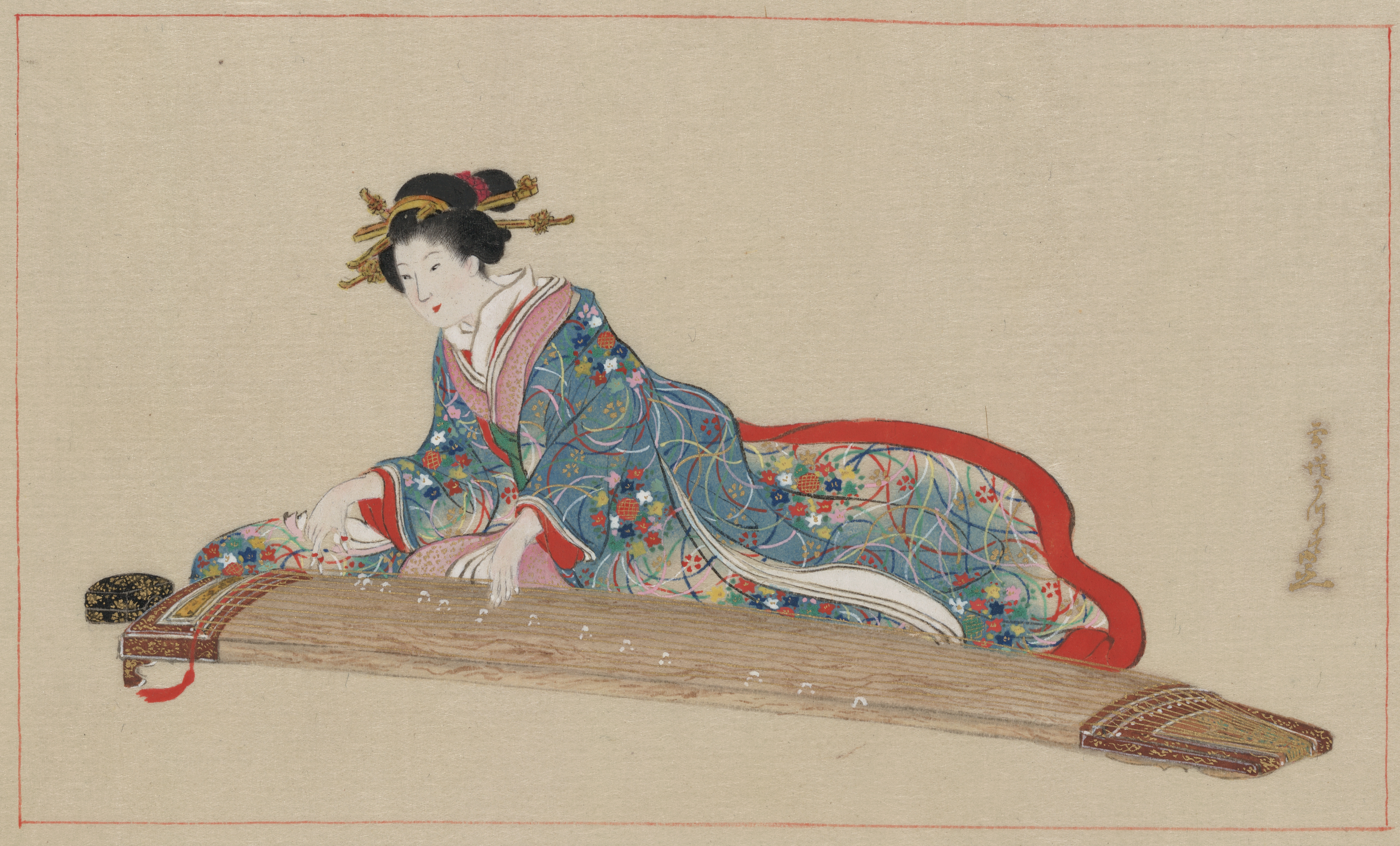
Eine vornehme Japanerin spielt eine koto mit 13 Saiten. Malerei von Hasegawa Settei, 1878

Die ichigenkin wird in japanischen Musikgenres, die von gebildeten Kreisen gepflegt werden, zur Liedbegleitung oder in neuen Kompositionen auch solistisch oder in Ensembles eingesetzt. Die später als die koto eingeführte und ursprünglich von Mönchen, Samurai und dem Adel gespielte ichigenkin gilt, obwohl sie nur eine Saite besitzt, nicht als einfaches oder gar primitives Musikinstrument. Ihre musikalische und für die traditionelle Kultur wesentliche Bedeutung erklärt, weshalb die sehr alte Form nie verändert wurde. In der Edo-Zeit wurde das Spiel auf der ichigenkin zur persönlichen spirituellen Erbauung und geistigen Disziplinierung getreu der konfuzianischen Lehre betrieben. Auch wenn die ichigenkin heute auch auf öffentlichen Bühnen gespielt wird, ist sie wenig bekannt.
In der Feudalgesellschaft bildete der Kriegerstand der Samurai die Spitze der auf konfuzianischen Werten basierenden Vierständeordnung (Shinōkōshō). Abgestuft nach unten folgten Bauern, Handwerker und Kaufleute, die mit der Ichigenkin-Tradition nichts zu tun hatten. Die Samurai waren seit alter Zeit Anhänger des Zen-Buddhismus und setzten die ichigenkin für ihre religiösen Übungen ein. Das asketische, sich selbst verleugnende Prinzip des Zen-Buddhismus war für Taimu Tokuhiro ein wesentlicher Aspekt, um sich mit der ichigenkin zu beschäftigen. Mit Beginn der Meiji-Zeit 1868 wurde der Shintō als die eigene japanische Religion gestärkt, unter anderem deshalb wurde die ichigenkin seitdem seltener bei buddhistischen Praktiken in den Tempeln verwendet.
Das anfängliche kulturelle Umfeld der ichigenkin bestand aus einer durch den neokonfuzianischen Philosophen Fujiwara Seika (1561–1619) inspirierten Gruppe von Intellektuellen in Kyōto. Diese Ichigenkin-Schule wurde zu einer der traditionellen japanischen Kunstformen, die ein Großmeister (iemoto) leitet, dessen Stellung in der Familie vererbt wird. Ichigenkin bezeichnet somit über das Musikinstrument hinaus ein ryū, das bedeutet allgemein eine Schule, gesellschaftliche Gruppe oder eine Kunstform; im Fall von ichigenkin alles zusammen. Wer Mitglied eines ryū ist, hat das Recht, eine bestimmte Kunstform oder einen bestimmten Musikstil zu praktizieren. Die hierarchische Wissensübermittlung von iemoto zu Schüler bei traditionellen japanischen Künsten wird iemoto seido („Großmeister-System“) genannt.
Eine nachfolgende Belebung erfuhr das Spiel auf der ichigenkin durch den zen-buddhistischen Priester Kakuhō Risshi (1729–1815), der durch seine Kompositionen als Begründer der modernen Ichigenkin-Tradition gilt. Kakuhō lebte als asketischer Zen-Mönch in den Bergen östlich von Osaka. Sein religiöser Mittelpunkt war der Kongōrin-ji-Tempel, wo er Pilgern die ichigenkin im Kontext mit der buddhistischen Philosophie und konfuzianischen Werten lehrte. Die ichigenkin sollte stets mit dem entsprechenden Bewusstsein und als Mittel zum Erreichen der geistigen Ziele gespielt werden.
Die heutige Aufführungspraxis des selten zu hörenden Instruments geht stärker als auf Kakuhō auf den Dichter Toyohira Manabe (1809–1889) zurück, der gegen Ende der Edo-Zeit lebte. Er war der berühmteste Schüler von Kakuhō in der dritten Generation. Im Alter von 37 Jahren verließ er die Tempel, an denen er als Priester gelebt hatte, und reiste mit seiner ichigenkin zwischen anderen Tempeln umher. Auf ihn geht ein großer Teil des klassischen Ichigenkin-Repertoires zurück. Toyohira Manabe hatte zahlreiche Schüler, von denen einige eigene ryū für ichigenkin gründeten. Seine Spieltradition wird noch in Kōchi, Kyoto, Tokyo und Suma gepflegt. Die drei originalen Schulen sind Akebonokai (gegründet von Kiyoto Miyakawa), Shirasagikai (gegründet von Uhei Kadota, 1809–1863) und Seikyodo. Von der Akebonokai hat sich die Sumagoto Hozonkai und von den Seikyodo hat sich die Kyoto Sansuikai abgespalten.
Von den drei originalen Traditionslinien ist die Seikyodo Ichigenkin die am meisten der zen-buddhistischen Lehre treu gebliebene Schule. Sie wurde von Taimu Tokuhiro (1849–1921) gegründet, einem der bekanntesten Schüler von Toyohira Manabe. Die innerhalb der Familie weitergegebene Leitung iemoto (Kanji 家元, Titel des erblichen Großmeisters einer Schule, wörtlich „Familiengründung“) ging 1989 an die damals 21-jährige Issui Minegishi (* 1967) über. In ihrer Rolle als iemoto sorgte Minegishi dafür, dass unter Beibehaltung der ästhetisch-musikalischen Prinzipien neue Spielweisen, Kompositionen, Improvisationstechniken und andere kulturelle Einflüsse aufgenommen wurden. Die Vererbung des Iemoto-Titels einer ryū erfolgt in der Familie idealerweise an den ältesten Sohn, falls dieser hinreichend qualifiziert ist, ansonsten an eine Tochter oder ein anderes Familienmitglied. Iemoto-ähnliche Strukturen sind seit der Heian-Zeit (794–1185) bekannt und kommen heute in den traditionellen Genres von Musik, Tanz und Theater (Nō) vor. Kultureller Hintergrund für das Iemoto-System sind die zum Feudalsystem der Edo-Zeit gehörende gesellschaftliche Rangordnung und das mit konfuzianischen Werten verbundene hierarchische Lehrer-Schüler-Verhältnis. Die Abschaffung der in der Feudalgesellschaft privilegierten Samurai wirkte sich auch auf deren Musik aus, weshalb anstelle der zur Adelsgesellschaft gehörenden Ichigenkin-Tradition auf den iemoto bezogene Ichigenkin-Gemeinschaften treten mussten.
Wie von Kakuhō Risshi eingeführt und von allen heutigen Ichigenkin-Schulen tradiert, gehört die ichigenkin zu zen-buddhistischen Praktiken, sie fungiert dabei aber nicht formell als notwendiges Ritualinstrument, entspricht also nicht der Bambusflöte shakuhachi bei den Ritualen der bis ins 19. Jahrhundert existierenden zen-buddhistischen Schule Fuke-shū oder der yakumogoto, die von gewissen Shintō-Sekten zur Verehrung von Göttern rituell verwendet wird.

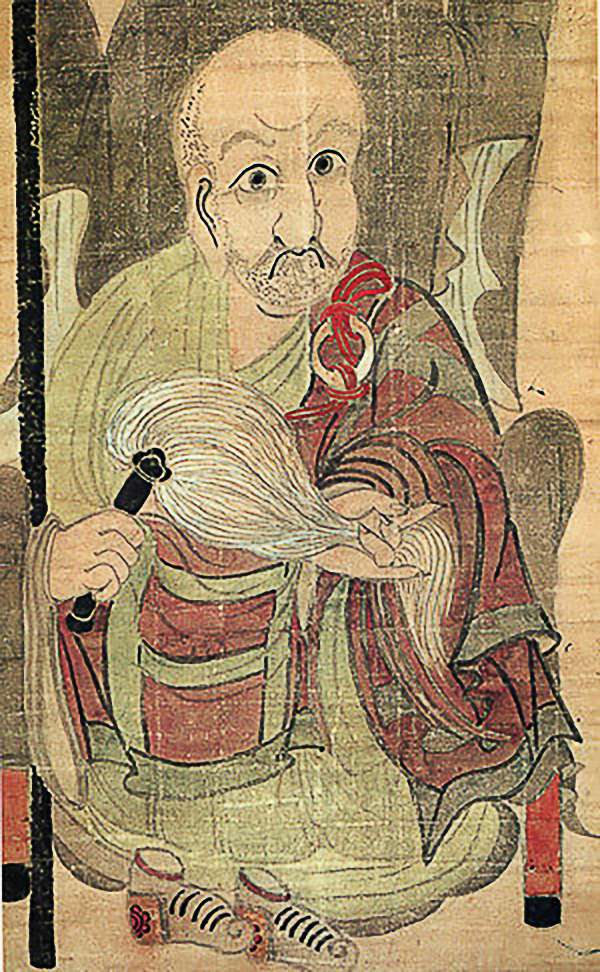
Selbstporträt des Zen-Meisters Hakuin Ekaku von 1767

Eine autobiografische Erzählung von Hakuin Ekaku (1686–1769), dem Erneuerer der zen-buddhistischen Schule Rinzai-shū, inspirierte Taimu Tokuhiro zu seiner Ichigenkin-Komposition Hakusensō („Meditation auf dem Berg“). In der mit Yasenkanna betitelten Erzählung beschreibt Hakuin, wie er als junger Mann mit Anfang 20 während seiner Pilgerschaft durch zu strapaziöse Meditationsübungen an der „Zen-Krankheit“ (zenbyō) litt. Geheilt worden sei er durch den Besuch bei einem einige hundert Jahre alten Zen-Meister namens Hakuyū, der als Asket in einer Berghöhle lebte, wo er heilige Schriften der drei großen chinesischen Religionen Buddhismus, Taoismus und Konfuzianismus aufbewahrte. Hakuyū lehrte ihn die Praktiken, mit denen er seine Krankheit heilen konnte und die zur Grundlage für Hakuins eigene Meditationstechniken wurden. Tokuhiro machte sich aufgrund dieser Erzählung auf, um die mythische Höhle zu finden. Er fand diese Höhle in den Bergen nahe Kyōto, wo er ein Jahr lang lebte, um zu meditieren und ichigenkin zu spielen. Dort komponierte er auch Hakusensō, dessen vier Sätze den vier Jahreszeiten gewidmet sind. Die Komposition und die Umstände ihrer Entstehung stellen die Beziehung der ichigenkin zur Natur und deren jahreszeitlichen Wandel heraus.
In der Edo-Zeit und der nachfolgenden Meiji-Zeit (1868–1912) wurde die ichigenkin fast ausschließlich von Männern gespielt, bis heute ist sie zu einem beinahe ausschließlichen Fraueninstrument geworden. Die erste Musikerin, die in der bis dahin männlichen Ichigenkin-Traditionslinie erwähnt wird, ist Shimada Katsuko (1850–1930), die aus einer Samurai-Familie stammt. Ab dem Alter von 8 Jahren erhielt sie Unterricht bei Uhei Kadota, dem Gründer der Shirasagikai-Schule. Als dieser 1863 starb, wurde sie Schülerin von Manabe Toyohira, dem berühmten Lehrer Kadotas. Bis zu ihrem Tod mit 81 Jahren unterrichtete sie 370 meist weibliche Schüler und brachte ihnen eine strenge Disziplin für das Verhalten im Alltag bei.
Der gesellschaftliche Wandel der ichigenkin hängt mit der allgemeinen Schulbildung zusammen, die durch ein Gesetz von 1872 in den Folgejahren auch für Mädchen deutlich zunahm. Gingen 1890 nur rund 30 Prozent der Mädchen in Japan in die Schule, so war diese Zahl bis 1910 auf 97 Prozent angestiegen. Ein weiterer gesellschaftlicher Grund war die ökonomisch aktivere Rolle, die den Frauen durch die Industrialisierung und die Kriegswirtschaft während des Ersten Japanisch-Chinesischen Kriegs und des Russisch-Japanischen Kriegs 1894/1895 zufiel. Speziell für die Seikyodo Ichigenkin erklärt sich die Dominanz der Frauen durch die Familie des Gründers Taimu Tokuhiro, der keinen Sohn, aber drei Töchter hatte. Zwei Töchter wurden zu anerkannten Ichigenkin-Spielerinnen und führten die Familientradition fort. Außerdem sorgte Taimu Tokuhiro dafür, dass in den allgemeinen Unterricht für Mädchen auch das Spiel der ichigenkin aufgenommen wurde.
Die beiden Töchter Taimu Tokuhiros, Issui Yamashiro (1887–1963) und Issui Matsuzaki (1895–1988), lebten in einer für Japan desaströsen Periode am Beginn der Shōwa-Zeit (1926–1989), die zunächst durch das Große Kantō-Erdbeben von 1923, das rund 140.000 Tote forderte, und danach durch den Zweiten Weltkrieg geprägt war. Dieser endete nach der imperialistischen Expansionspolitik Japans mit der Zerstörung von großen Teilen der japanischen Infrastruktur, einschließlich der zum Musikwesen gehörenden Strukturen. Den beiden Schwestern gelang es, in dieser Zeit die Seikyodo Ichigenkin mit einer kleinen Gruppe von Schülerinnen am Leben zu erhalten. Hierfür wurden Yamashiro 1954 und Matsuzaki 1977 als Bewahrer des immateriellen Kulturerbes ausgezeichnet.
Issui Minegishi (* 1967), die Ururenkelin von Taimu Tokuhiro, erhielt mit 21 Jahren von Matsuzaki den Titel iemoto als einziges ichigenkin spielendes Familienmitglied. Wegen ihres jugendlichen Alters benannte sie die Meisterschülerin Saito Ichiyo zum koken (Wächter über die Tradition). Es dauerte einige Jahre, bis Minegishi sich ihrer Rolle als Spielerin der ichigenkin und als iemoto gewachsen fühlte. Um das Repertoire zu erweitern, ließ sie neue Musikstücke für ichigenkin komponieren. So gab sie 1996 dem Komponisten Kawasaki Etsuo (* 1959) ein Werk in Auftrag, das dieser für ichigenkin und die Laute biwa arrangierte und mit dem Gedichte nordamerikanischer Indianer begleitet werden.
1998 erhielt der international bekannte Komponist und Pianist Yūji Takahashi (* 1938) erstmals einen Kompositionsauftrag für ichigenkin. Da Takahashi bisher nur koto und die Langhalslaute shamisen gespielt hatte, nahm er zunächst bei Minegishi Unterricht, was ihn zu einem der wenigen männlichen Ichigenkin-Schüler werden ließ. Die Komposition Takahashis besteht aus drei Sätzen zu jeweils einem Gedicht des japanischen Lyrikers Tachihara Michizō (1914–1939), des Dramatikers Zeami Motokiyo (1363–1443), der für die Geschichte des Nō-Theaters von Bedeutung ist, und der amerikanischen Dichterin Emily Dickinson (1830–1886). Bis auf einige Neuerungen übernahm Takahashi die traditionelle Spielweise der ichigenkin.
Auch anderweitig ist Minegishi bestrebt, die japanische Musik der ichigenkin mit anderen Musikkulturen zu verbinden. In Vietnam studierte sie die gänzlich andere Spielweise der einsaitigen Zither đàn bầu und in Kambodscha spielte sie ichigenkin zusammen mit kambodschanischen Musikinstrumenten zur Begleitung kambodschanischer Tänze. Issui Minegishi trat in mehreren europäischen Ländern und unter anderem in Australien und in den Vereinigten Staaten auf.
Ein ungewöhnliches Experiment war ein Konzert von 1998, bei dem Minegishi mit dem kanadischen Komponisten und Multiinstrumentalisten Randy Raine-Reusch (* 1952) auf dem ichigenkin improvisierte. Randy Raine-Reusch hatte als erster westlicher Ausländer bei Minegishi ichigenkin studiert. Die beiden Musiker improvisierten im Frage-Antwort-Schema über eine einzige melodische Phrase.
Die Musikergemeinschaften (Lehrer und Schüler als „Familie“, iemoto seido) sind bei den Ichigenkin-Spielern klein. So bestand etwa die Seikyodo Ichigenkin-Schule Wilhelm Rice (2021) zufolge im Jahr 2015 aus drei Lehrern, die in Tokyo lebten, einem Lehrer in Saitama und einem in Kanagawa. Zusammen betreuten sie 24 Schüler. Die geringe Zahl an Ichigenkin-Spielern macht es erforderlich, das in der Edo-Zeit ausschließlich solistisch zur persönlichen Erbauung gespielte Instrument heute in Konzerten im Zusammenspiel mit anderen Musikinstrumenten einem breiteren Publikum zu präsentieren, um die musikalische Tradition zu bewahren. Allerdings fehlt in Konzertsälen die eigentlich gesuchte Verbindung zur Natur einschließlich ihrer erwünschten Hintergrundgeräusche wie fallender Regen, die zur meditativen Atmosphäre beitragen.
Bei den langsam gespielten Stücken wird den Pausen zwischen den Tönen ein eigener Wert beigemessen. Ein Stück beginnt üblicherweise mit einem instrumentalen Vorspiel in einer auf- und absteigenden Tonfolge vor dem Gesangspart. Die leer gezupfte Saite beendet eine melodische Phrase und erlaubt dem Spieler, vor dem Beginn einer neuen Phrase, die Position zum Verkürzen der Saite zu finden. Häufig werden aufsteigende Glissandi eingesetzt. Das Vorspiel endet fast immer mit einer allmählichen Verlangsamung (Ritardando) und der letzte Ton wird verlängert (Fermate).
Beim Gesangspart folgt die ichigenkin der Struktur der gesungenen Melodie. Dies gilt auch für die Bambusflöte shakuhachi, falls diese als Begleitung hinzukommt. Beide Instrumente können die Melodie mit Trillern oder anderweitig verzieren. Dies geschieht jedoch meist abwechselnd, nicht gleichzeitig.

## Diskografie
- Koto: Music of the One-string Ichigenkin. Isshi Yamada: ichigenkin und Gesang, Fuzan Sato: shakuhachi. LP von Folkways Records, 1967 (FW 8746, Aufnahmen aus den 1960er Jahren)